# Ivar Johnsson
Ivar Johnsson, Taufname Ivar Viktor Johnsson (* 12. Februar 1885 in Vittskövle; † 16. August 1970 in Högalids församling, Stockholm) war ein schwedischer Bildhauer und Möbeldesigner.

## Leben und Werk

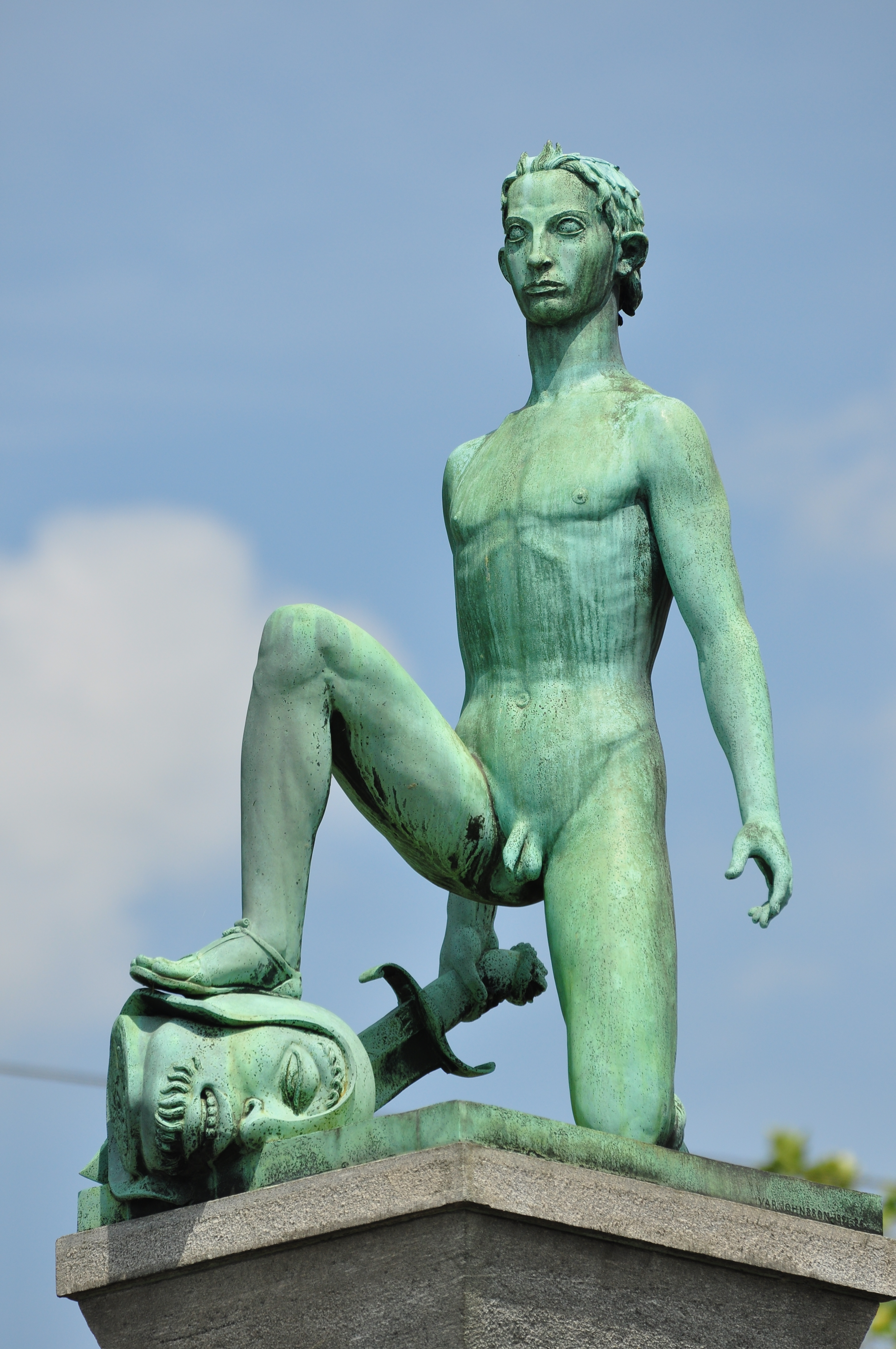
1921, David am Utoquai in Zürich-Seefeld.

Ivar Johnsson studierte ab 1902 an der Kunst- und Industrieschule in Lund, wo er sich zum Möbeldesigner ausbilden ließ. Von 1906 bis 1908 studierte er an der Kunsthochschule in Stockholm. Anschließend besuchte er bis 1911 die schwedische Kunstakademie in Stockholm. Mit Hilfe eines Stipendiums konnte er sich danach für ein Jahr in Paris aufhalten.
Ivar Johnsson unterrichtete ab 1918 an der Kunsthochschule in Stockholm. 1922 wurde er Mitglied der Akademie der Künste. Er erhielt zahlreiche Kunstpreise und Auszeichnungen. Seine monumentalen Skulpturen sind im öffentlichen Raum von Stockholm zu sehen. 
Anlässlich der internationalen Plastikausstellung erwarb die Stadt Zürich seine von ihm 1921 geschaffene Bronzeskulptur David, die am Utoquai in Zürich-Seefeld zu sehen ist.